# 伊利鎮區 (伊利諾伊州懷特塞德縣)
伊利鎮區（英語：Erie Township）是位於美國伊利諾伊州懷特塞德縣的一個行政鎮區。

## 地方資料
根據2010年美國人口普查的數據，伊利鎮區的面積為63.90平方千米，當中陸地面積為62.10平方千米，而水域面積為1.80平方千米。當地共有人口1928人，而人口密度為每平方千米30.17人。